# Samandarin
Samandarin ist eine chemische Verbindung aus der Gruppe der Oxazolidin-Derivate, die natürlich als Hautgift bei den Schwanzlurchgattungen Salamandra (u. a. Feuersalamander (S. salamandra) und Alpensalamander (S. atra)) und Lyciasalamandra vorkommt. Die komplexe Struktur dieser Verbindung konnte erst nach aufwendigen kristallographischen Untersuchungen entschlüsselt werden. Die Struktur des Moleküls mit vier verknüpften Ringen besitzt große Ähnlichkeit mit Steroiden; die Grundstruktur des Vierringsystems ist das 3-Aza-A-homo-5β-androstan. Aufgrund des Vorkommens eines Stickstoffatoms in einem der Ringe zählt Samandarin zu den Alkaloiden, genauer zu den Salamander-Alkaloiden.
Die Biosynthese des Samandarins geht von Cholesterin aus; das Stickstoffatom stammt aus Glutamin.

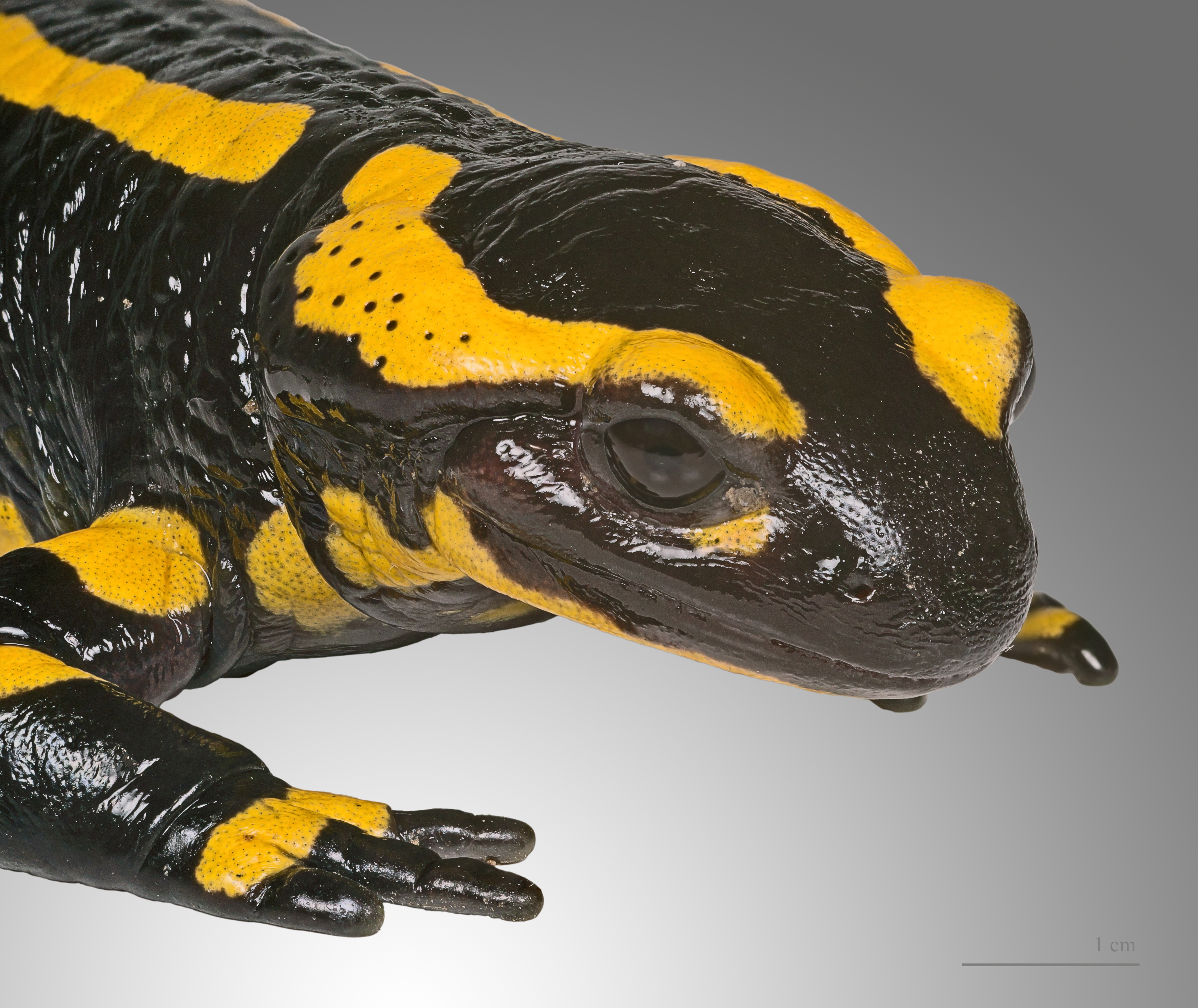
Die Ohrdrüsen des Feuersalamanders produzieren das Sekret Samandarin.

Samandarin bewirkt beim Menschen eine Atemhemmung, Bluthochdruck, Arrhythmien des Herzens sowie eine Hämolyse. Es ist ein stark wirksames Lokalanästhetikum, ist jedoch aufgrund der hohen Toxizität für eine medizinische Anwendung ungeeignet.
Die physiologische Wirkung von Samandarin ist sowohl von der Menge als auch von der Konzentration abhängig. Gewissen Anzeichen nach macht es einen Unterschied, ob der Salamander sein Gift aktiv in die Gegend verspritzt oder fließend in Schüben an die Umgebung abgibt. Untersuchungen zeigten, dass ab einer bestimmten Giftmenge die toxischen Effekte von Samandarin nicht mehr zunehmen (sog. übermaximale Dosis).